# Al Ahly (balonmano)
El Al Ahly Handball Club es la sección de balonmano del Al-Ahly. El club fue fundado en 1959 y es el equipo más laureado de Egipto.

## Palmarés
- Liga de Egipto de balonmano (23): 1969, 1974, 1978, 1982, 1984, 1986, 1988, 1992, 1993, 1994, 1997, 1998, 2000, 2002, 2003, 2004, 2006, 2008, 2013, 2014, 2015, 2017, 2018
- Copa de Egipto de balonmano (9): 1996, 1998, 2000, 2005, 2009, 2014, 2019, 2020, 2021
- Liga de Campeones de África de balonmano (5): 1983, 1993, 1994, 2012, 2016
- Recopa de África de balonmano (4): 2013, 2017, 2018, 2021
- Supercopa de África de balonmano (2): 2017, 2022

## Plantilla 2022-23
|  | Porteros - 1 Abdelrahman Homayed - 16 Abdelrahman Taha - 97 Mohammed Ibrahim Extremos derechos - 19 Omar Sami - 98 Omar Castilo Extremos izquierdos - 11 Abdel Aziz Ehab - 79 Ahmed Hesham Sessa - 18 Islam Rady Pívots - 24 Ibrahim El-Masry - 72 Yasser Seif Eldin - 80 Ahmed Adel - 44 Omar Sherif | Laterales izquierdos - 7 Mostafa Khalil - 08 Shehab Abdallah - 10 Abdelrahman Abdou - 49 Raul Nantes Centrales - 9 Islam Hassan - 13 Seif Hany - 17 Ahmed Nasralla Right Backs - 5 Mohsen Ramdan - 48 Mohab Saeed - 55 Mohamed Lashin |